# Автомедон (поэт)
Автомедон (предположительно I век) — древнегреческий поэт родом из Кизика, писавший эпиграммы.
Сохранилось 12 эпиграмм. Одно из стихотворений посвящено знаменитому оратору в правление императора Нервы — Ницету. Опираясь на этот факт, историки предполагают, что жил он в I веке н. э.